# 尼古拉·图赞
尼古拉·图赞（法語：Nicolas Touzaint，1980年5月10日—），法国男子马术运动员。他曾代表法国参加2000年、2004年、2008年、2012年和2020年夏季奥林匹克运动会马术比赛，共获得一枚金牌和一枚铜牌。